# 이리나 고로바야
이리나 고로바야(러시아어: Ирина Горовая, 1989년 6월 13일 ~ )는 러시아 태생의 미국 배우, 발레리나이다.

## 영화
- 나비 효과 (2004년) - 13살 케일 역
- 더글라스 패밀리 (2003년)
- 로얄 테넌바움 (2001년) - 어린 마고 역